# Chairish
Chairish es una plataforma de mercado en línea con selecciones curadas de muebles, objetos de diseño y piezas de arte de alta gama.

## Historia
La empresa fue fundada por la exejecutiva de marketing de moda Anna Brockway y los ejecutivos de la industria de viajes Gregg Brockway, cofundador de Hotwire.com y TripIt SAP Concur; Andrew Denmark, también cofundador de TripIt y Eric Grosse, también cofundador de Hotwire en marzo de 2013.
Según sus fundadores, la sostenibilidad es una prioridad absoluta para la mayoría de los consumidores y los millennials creen que el mercado de reventa juega un papel importante en la sostenibilidad.
La plataforma en línea acepta muebles y decoración sin precio mínimo de cotización y la publicación artículos, es gratuito y el vendedor se puede quedar hasta con el 80% de la venta final.
En enero de 2019, Chairish anunció la adquisición de Dering Hall, con sede en Nueva York, una "plataforma de descubrimiento en línea" para marcas de muebles contemporáneos y diseñadores de interiores.
En 2020, la empresa lanzó el Chairish Podcast presentado por el periodista Michael Boodro.
En 2021, la empresa adquirió Pamono, una importante plataforma de ventas en el mercado europeo.
En el mismo 2021, la empresa publicó su primer Informe de reventa de muebles para el hogar, como un estudio de la industria de reventa de muebles para el hogar.
En enero de 2023, la compañía lanzó The Chairish Art Gallery, una experiencia minorista física dentro de los grandes almacenes de lujo Bergdorf Goodman de Nueva York.

## Fondos
En junio de 2013, la empresa recaudó una ronda de financiación de 3,2 millones de dólares, luego 4 millones de dólares en agosto de 2014 y finalmente 6,5 millones de dólares en junio de 2015, principalmente de O'Reilly AlphaTech Ventures (OATV) y Azure Capital Partners.
En marzo de 2017, la compañía anunció una nueva ronda de 8,5 millones de dólares liderada por Altos Ventures con el apoyo de los inversores de retorno OATV y Azure Capital Partners.
En 2020, Chairish anunció una ronda de financiación Series B de 33 millones de dólares liderada por la firma Tritium Partners, con sede en Austin, Texas.

## Tecnología
El 9 de marzo de 2017, la compañía lanzó una función de realidad aumentada en la aplicación, diseñada para permitir a los compradores visualizar artículos en el contexto de su propia casa. Posteriormente, la aplicación fue nombrada Webby Honoree del año 2017, en la categoría de aplicaciones y sitios móviles para compras.

## Premios
En 2018, la empresa ocupó el puesto 388 en la lista Inc. 500 de empresas de más rápido crecimiento y también ocupó el puesto 38 en la lista de las mejores empresas emprendedoras de Entrepreneur en Estados Unidos.
La empresa fue incluida en la lista de las mejores tiendas en línea de Newsweek en 2020 y 2022.
En 2020, la cofundadora Anna Brockway fue nombrada la Mejor Mujer en el Comercio Minorista, por el Círculo de Mujeres Líderes en el Comercio Minorista.
En 2023, recibió el premio John Jay del Columbia College de Nueva York .

## Enlaces Web
Sitio web oficial